# Festivaler i Antikens Rom
Festivaler i antikens Rom och vilken gudinna/gud som festen är tillägnad eller religiös händelse. Samtliga förbjöds under förföljelser av hedningar i romarriket.

## Kronologiskt

### Ianuarius
- 9 januari - Agonalia (för) för Juno.
- 11 och 15 januari - Carmentalia, för Carmenta.
- 24, 25 och 26 januari - Sementivae

### Februarius
- 13-21 februari - Parentalia
- 13-15 februari - Lupercalia, för Faunus.
- 17 februari - Quirinalia, för Quirinus.
- 21 februari - Feralia
- 23 februari - Terminalia, för Terminus.
- 27 februari - Equirria (första), för Mars.

### Martius
- 1 mars
  - Nyår
  - Matronalia, för Juno
  - Feriae Marti, för Mars.
- 14 mars - Equirria (andra), för Mars.
- 15 mars och 16 mars - Backanal, för Bacchus.
- 15 mars och 28 mars - Sanguem, för Cybele.
- 17 mars - Agonalia (andra), för Mars.
- 19 mars-23 mars - Quinquatria, för Minerva.
- 23 mars - Tubilustrium, för Mars.
- 30 mars - Festival Salus.

### Aprilis
- 1 april - Veneralia, för Venus.
- 4-10 april - Megalesia, för Cybele.
- 12-19 april - Cerealia, för Ceres.
- 15 april - Fordicidia, för Tellus/Terra.
- 21 april - Palilia, för Pales.
- 25 april - Robigalia, för Robigus.
- 28 april-1 maj - Floralia, för Flora.

### Maius
- 9 maj - Lemures
- 15 maj - Mercuralia, för Mercurius.
- 21 maj - Agonalia tredje, för Veiove.

### Iunius
- 3 juni - Festival för Bellona.
- 7 - 15 juni - Vestalia, för Vesta.
- 13 juni - Quinquatrus minusculae, för Minerva.
- 20 juni - Festival för Summanus.

### Iulius
- 5 juli - Poplifugia, för Jupiter.
- 6 juli-13 juli - Ludi Apollinares, för Apollo.
- 7 juli - Nonae Caprotinae, för Juno.
- 9 juli - Caprotinia, för Juno.
- 19 juli - Lucaria
- 23 juli - Neptunalia, för Neptunus.

### Augustus
- 10 augusti - Opiconsivia, för Opi.
- 13 augusti
  - Vertumnalia, för Vortumnus.
  - Nemoralia, Diana.
- 17 augusti - Portunalia, för Portunus.
- 19 augusti - Vinalia rustica, för Venus
- 21 augusti - Consualia, tävlingar Consus.
- 23 augusti - Vulcanalia, för Vulcanus.
- 24 augusti - mundus.
- 25 augusti - Opiconsivia, för Opi.
- 27 augusti - Volturnalia, för Volturnus.

### September
- Durante il mese Septimontium
- 4 september-19 september - Ludi Romani och Ludi Magni, för Jupiter.

### October
- 4 oktober - Ieiunium Cereris, för Ceres.
- 5 oktober - mundus.
- 11 oktober - Meditrinalia, för Meditrina.
- 13 oktober - Festival för Fons.
- 15 oktober -  Equirria, för Mars.
- 19 oktober - Armilustrium, för Mars.

### November
- 13 november - Epulum Jovis
- 15 november - Festival för Feronia.
- 24 november - Brumalia, för Bacchus.

### December
- 4 december - Bona Dea.
- 5 december - Faunalia, för Faunus.
- 11 december - Agonalia, för Sol Indiges.
- 15 december -  Consualia, för Consus.
- 17 december - Saturnalia, för Saturnus.
- 18 december - Eponalia, för Epona.
- 19 december - Opiconsivia, för Opi.
- 21 december - Divalia, för Angerona.
- 23 december - Larentalia, för Acca Larentia.
- 25 december - Dies Natalis Solis Invicti, Festival för Sol Invictus.